# River Sherbourne
Der River Sherbourne ist ein  Fluss im Metropolitan County der West Midlands in England. Er verläuft durch Coventry und ist im Stadtbereich weitgehend verdolt.

## Verlauf
Die Quelle liegt in einem Feld in der Nähe von Hawkes End im Parish Allesley (Fillongly Road, Wall Hill Road, Pikers Lane). Weitere Quellbäche, die von etwas weiter nördlich zufließen, sind Pickford Brook und Bridle Brook. Bei der Watery Lane in Corley kann man das erste Mal den Fluss als solchen erkennen. Er fließt in Richtung Süden, passiert Spon End (Vignoles Bridge) und tritt dann ins Stadtzentrum ein, wo er an der Inner Ring Road und Spon Street verdolt wird. Hier verläuft er durch die Vorstadt Whitley und kommt südlich der Coventry University wieder in einem Kanal ans Tageslicht. Er verläuft durch das Gelände des Charterhouse (St Anne’s Grove, Bisseley/Shortley), und weiter im Talgrund weitgehend parallel zur A 444. Etwa 200 m südöstlich der Kreuzung von A 444 und Stonebridge Highway mündet er in Baginton in den River Sowe. Der Sowe fließt selbst bald darauf in den River Avon, der durch den Severn und den Bristolkanal in den Atlantik entwässert.
Kleine Zuflüsse sind Guphill Brook, Radford Brook, Springfield brook (River Arthur) und Spittal Brook. Diese Bäche sind auf dem Stadtgebiet größtenteils verdolt.

## Name
Man vermutet, dass der Name Sherbourne vom keltischen „Scir Burna“ stammt. Die ungefähre Bedeutung ist „Klarer Fluss“.

## Geschichte
Der Sherbourne und seine Zuflüsse versorgten Coventry über Jahrhunderte mit frischem Wasser, wurden als Antrieb für zahlreiche Mühlen genutzt und dienten als natürliche Abwasserleitungen. Beim Charterhouse ist am Bach noch ein Rest der ehemaligen Landwehr von Coventry erhalten. Seit 1935 wurden mehrere Ereignisse aufgezeichnet, wonach der Sherbourne in seinem Oberlauf bei Allesley fast komplett ausgetrocknet war.
Das Coventry City Council plant einen verdolten Abschnitt des Flusses wieder zu öffnen, so dass in der Straße The Burges im Stadtzentrum der Wasserlauf wieder sichtbar wird.